# Tyrone (Pensilvânia)
Tyrone é um distrito localizado no estado norte-americano de Pensilvânia, no Condado de Blair.

## Demografia
Segundo o censo norte-americano de 2000, a sua população era de 5528 habitantes.
Em 2006, foi estimada uma população de 5295, um decréscimo de 233 (-4.2%).

## Geografia
De acordo com o United States Census Bureau tem uma área de
5,2 km², dos quais 5,2 km² cobertos por terra e 0,0 km² cobertos por água. Tyrone localiza-se a aproximadamente 302 m acima do nível do mar.

## Localidades na vizinhança
O diagrama seguinte representa as localidades num raio de 20 km ao redor de Tyrone.